# Summer Storm
Pour plus de détails, voir Fiche technique et Distribution.
Summer Storm ou La Tempête d'été au Québec (Sommersturm) est un film dramatique romantique allemand écrit et réalisé par Marco Kreuzpaintner, sorti en 2004.

## Synopsis
Tobi et Achim sont amis depuis des années et rament ensemble dans une équipe d'aviron. Pourtant, alors qu'ils sont tous deux en couple, Tobi se rend compte des sentiments qu'il éprouve à l'égard de son ami. C'est alors qu'une nouvelle équipe se présente pour participer à la compétition qui aura lieu prochainement, une équipe dont tous les membres sont homosexuels et le montrent sans honte.

## Fiche technique
- Titre original : Sommersturm
- Titre international : Summer Storm
- Titre québécois : La Tempête d'été
- Réalisation : Marco Kreuzpaintner
- Scénario : Thomas Bahmann et Marco Kreuzpaintner
- Direction artistique : Heike Lange
- Costumes : Anke Winckler
- Photographie : Daniel Gottschalk
- Montage : Hansjörg Weißbrich
- Musique : Niki Reiser
- Production : Jakob Claussen, Ulrike Putz et Thomas Wöbke
- Sociétés de production : Claussen+Wöbke+Putz Filmproduktion ; SevenPictures Film (coproduction)
- Société de distribution : X Verleih AG (Allemagne)
- Budget : 2 700 000 euros[réf. souhaitée]
- Pays de production :  Allemagne
- Langue originale : allemand
- Format : couleur — 1,85:1
- Genre : drame romantique
- Durée : 98 minutes
- Dates de sortie :
  - Allemagne : 2 septembre 2004
  - Belgique : 25 mai 2005
  - France : 29 juin 2005

## Distribution
- Robert Stadlober : Tobi
- Kostja Ullmann : Achim
- Alicja Bachleda-Curus : Anke
- Tristano Casanova (VF : Christophe Hespel) : Georgi
- Miriam Morgenstern : Sandra
- Marlon Kittel : Leo
- Hanno Koffler : Malte
- Jurgen Tonkel : Hansi
- Alexa Maria Surholt : Susanne
- Jeff Fischer : Flasche
- Joseph M'barek : Ferdl
- Ludwig Blochberger : Oli
- Elisabeth Hart : Ute
- Michael Wiesner : Nils

## Distinctions

### Récompenses
- 2004 : Festival du film de Munich : Prix du public
- 2005 : Festival international du film gay et lesbien de Milan : Prix du public
- 2005 : New Faces Awards (Allemagne)
- 2005 : Undine Awards (Autriche) : Meilleur jeune acteur pour Robert Stadlober

### Nominations
- 2005 : Undine Awards (Autriche) :
  - Meilleur jeune acteur pour Kostja Ullmann
  - Meilleur jeune second rôle pour Marlon Kittel
  - Meilleur début féminin pour Miriam Morgenstern
- 2007 : GLAAD Media Awards : Outstanding Film